# La guerra privada del major Benson
La guerra privada del major Benson (original en anglès The Private War of Major Benson) és una pel·lícula de l'any 1955 pertanyent al gènere de comèdia, dirigida per Jerry Hopper i protagonitzada per Charlton Heston, Julie Adams, Sal Mineo i Tim Hovey. Ha estat traduïda al català i emesa per TV3 el 13 d'octubre de 1985.

## Argument
Tracta sobre un discurs d'un Oficial de l'Exèrcit Estats Units que han de conformar el programa JROTC en l'Acadèmia Sheridan, una escola militar per a nois Catòlics, o en cas contrari ser expulsats de l'Exèrcit. És una comèdia humorística sobre els desafiaments que enfronta el nou comandant d'una escola militar per les entremaliadures d'un grup de cadets de l'escola primària.
La pel·lícula va ser filmada al campus de St. Catherine's Academy en 1955, amb els cadets com els actors de tots els personatges menys els papers principals.

## Repartiment
- Charlton Heston - Maj. Barney Benson
- Julie Adams - Dra. Kay Lambert
- William Demarest - John
- Tim Hovey - Cadet Tiger Flaherty
- Sal Mineo - Cadet Dusik
- Tim Considine - Cadet Hibler
- Nana Bryant - Mare Redempta
- Milburn Stone - General Ramsey

## Recepció
Els guionistes Joe Connelly i Bob Mosher foren nominats a l'Oscar a la millor història. També fou seleccionada al Festival Internacional de Cinema de Sant Sebastià 1955.

## Curiositats
Un article ddl New York Times de maig de 1955 indicava que Cary Grant estava interessat en fer el paper del major Benson, però que no van arribar a un acord i que finalment el paper fou atorgat a Charlton Heston.
Aquesta pel·lícula va ser una de les inspiracions per a la pel·lícula de Damon Wayans de 1995 Major Payne, i probablement també per al telefilm de 1984 Hard Knox amb Robert Conrad.